# Gaius Sabucius Maior Caecilianus
Gaius Sabucius Maior Caecilianus (vollständige Namensform Gaius Sabucius Gai filius Quirina Maior Caecilianus) war ein im 2. Jahrhundert n. Chr. lebender Angehöriger des römischen Senatorenstandes. Durch eine Inschrift, die in Rom gefunden wurde, ist seine Laufbahn bekannt, die als cursus inversus, das heißt in absteigender Reihenfolge, wiedergegeben ist.
Da der untere Teil der Inschrift nicht erhalten ist, sind eventuelle erste Positionen seiner Laufbahn nicht bekannt. Das erste bekannte Amt, das Caecilianus ausübte, war das eines Tribunus plebis. Danach war er (in dieser Reihenfolge) Praetor als Kandidat des Kaisers, curator viae Salariae et alimentorum, iuridicus per Flaminiam et Umbriam, legatus iuridicus in der Provinz Britannia, Praefectus des Aerarium militare, Statthalter (Legatus Augusti pro praetore) in der Provinz Gallia Belgica und Statthalter (Proconsul) in Achaea. Zu einem unbestimmten Zeitpunkt wurde er in die Priesterschaft der Sodales Augustales Claudiales aufgenommen.
Durch ein Militärdiplom, das auf den 24/27. November 186 datiert ist, ist belegt, dass Caecilianus zusammen mit Valerius Senecio in diesem Jahr Suffektkonsul war. Er dürfte mit dem Gaius Sabu[], der in den Arvalakten des Jahres 186 erscheint, identisch sein.
Caecilianus war in der Tribus Quirina eingeschrieben und stammte aus Italien. Da sein Vater Gaius Sabucius nicht bekannt ist, war Caecilianus vermutlich ein Homo novus. Der Gentilname Sabucius verweist auf die etruskische Herkunft der Familie. Er ist in Rom durch eine zweite Inschrift belegt, die nach seinem Tod durch seinen Enkel Gaius Sabucius Maior Plotinus Faustinus errichtet wurde.

## Datierung
Die beiden Inschriften aus Rom werden bei der Epigraphik-Datenbank Clauss-Slaby auf 186/190 bzw. 201/210 datiert. Mireille Corbier datiert die einzelnen Stationen seiner Laufbahn wie folgt: Praefectus des Aerarium Saturni um 178–180, Statthalter in Gallia Belgica um 181–183, Statthalter in Achaea um 184–185 und Suffektkonsul 186.